# Shuttle Landing Facility
La Shuttle Landing Facility (IATA : TTS, ICAO : KTTS, FAA : TTS) de la NASA est un aéroport situé à Merritt Island, dans le comté de Brevard en Floride, États-Unis.
Il s'agit d'une partie du Centre spatial Kennedy (KSC) utilisée par la navette spatiale américaine pour l'atterrissage, ainsi que les décollages et atterrissages des avions civils de la NASA, tels que le Shuttle Carrier Aircraft.